# Xã Mayfield, Quận Yankton, Nam Dakota
Xã Mayfield (tiếng Anh: Mayfield Township) là một xã thuộc quận Yankton, tiểu bang Nam Dakota, Hoa Kỳ. Năm 2010, dân số của xã này là 206 người.